# Югославия на летних Олимпийских играх 1984
Югославия принимала участие в Летних Олимпийских играх 1984 года в Лос-Анджелесе (США) в пятнадцатый раз за свою историю, и завоевала 7 золотых, 4 серебряные и 7 бронзовых медали. Югославия не пропустила ни одной летней олимпиады с 1920 года. Это лучшее выступление сборной за всю историю.

## Медалисты
| Милорад Кривокапич | Дени Лушич         |
| Зоран Петрович     | Божо Вулетич       |
| Веселин Джюхо      | Зоран Рое          |
| Миливой Бебич      | Перица Букич       |
| Горан Сукно        | Томислав Пашквалин |
| Игор Миланович     | Драган Андрич      |
| Андрия Попович     |                    |

| Ясна Птуец       | Мирьяна Огненович     |
| Любинка Янкович  | Светлана Анастасовска |
| Светлана Дашич   | Аленка Цудерман       |
| Светлана Мугоша  | Мирьяна Джюрица       |
| Бисерка Вишнич   | Славица Дьюкич        |
| Ясна Колар       | Лиляна Мугоша         |
| Драгица Джюрич   | Эмилия Ерчич          |
| Зорица Павичевич |                       |

| Златан Арнаутович  | Момир Рнич           |
| Веселин Вукович    | Милан Калина         |
| Йован Елезович     | Здравко Зовко        |
| Бранко Штрбац      | Павле Джурина        |
| Веселин Вуйович    | Слободан Кузмановски |
| Мирко Башич        | Драган Младенович    |
| Здравко Радженович | Миле Исакович        |

| Дражен Петрович   | Александр Петрович |
| Небойша Зоркич    | Райко Жижич        |
| Иван Сунара       | Эмир Мутапчич      |
| Сабит Хаджич      | Андро Кнего        |
| Ратко Радованович | Миховил Накич      |
| Дражен Далипагич  | Бранко Вукичевич   |

| Иван Пудар         | Владо Чаплич      |
| Мирсад Балич       | Сречко Катанец    |
| Марко Элснер       | Любомир Раданович |
| Адмир Смаич        | Ненад Грачан      |
| Милко Джуровский   | Мехмед Баждаревич |
| Борислав Цветкович | Томислав Ивкович  |
| Йовица Николич     | Степан Деверич    |
| Бранко Милюш       | Драган Стойкович  |
| Митар Мркела       |                   |

- Гандбол, мужчины.
- Гандбол, женщины.

## Состав сборной
Академическая гребля
1. Дарио Видошевич
2. Мирко Иванчич
3. Зоран Панчич
4. Милорад Станулов
5. Златко Целент